# 트리코테신

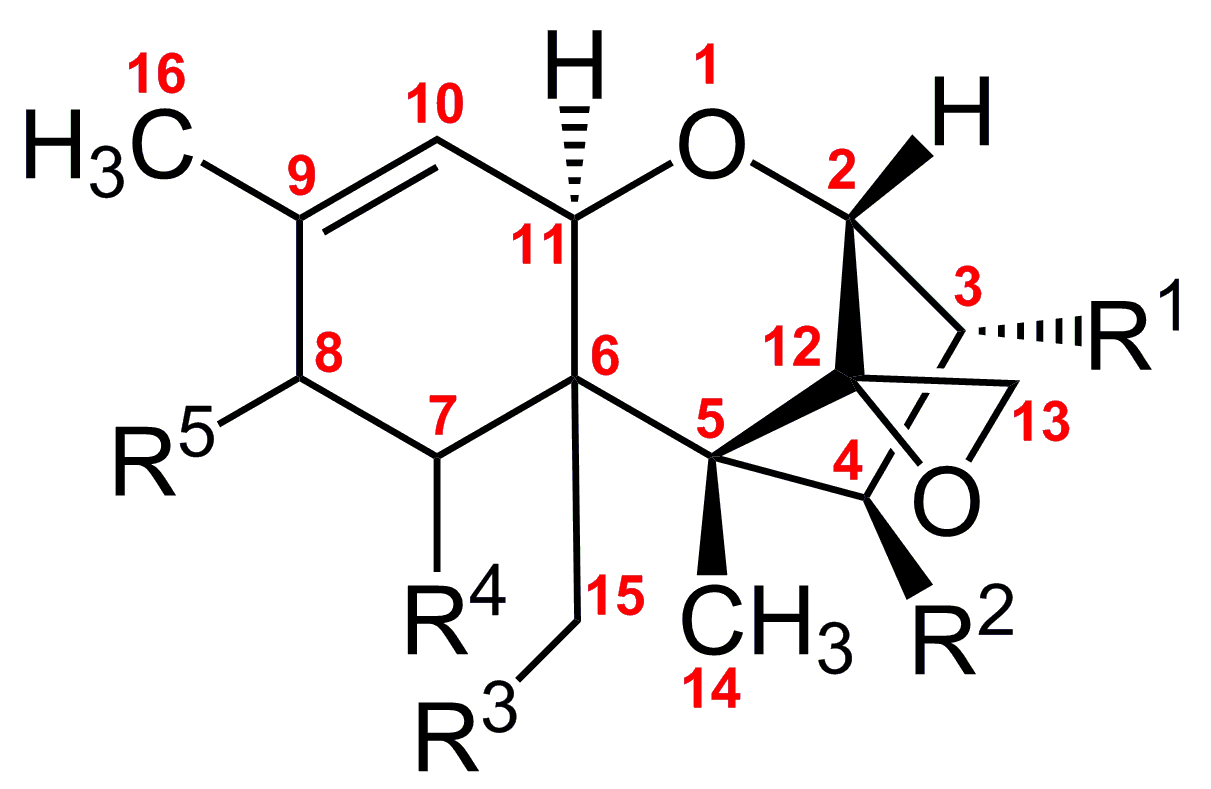

트리코테신(trichothecene)은 다양한 종이 만들어내는 화학적으로 연관된 진균독이다. 트리코테신의 생물학적 활동을 일으키는 가장 중요한 구조적 특징은 12,13-에폭시 링, 그리고 측쇄의 구조와 위치이다. F. graminearum, F. sporotrichioides, F. poae, F. equiseti와 같은 여러 Fusarium종에 의해 밀, 귀리, 옥수수와 같은 여러 작물에서 만들어진다.
일본, 중국의 독버섯인 붉은사슴뿔버섯은 6개의 트리코테신이 있다.